# RS-18
O RS-18 é uma versão reconfigurada da Lunar Module Ascent Engine (LMAE) da Rocketdyne, modificada para queimar oxigênio líquido (LOX) e metano líquido (
CH4), para o motor de teste Exploration Systems Architecture Study (ESAS) da NASA em 2008.